# Joseph Lelyveld
Joseph Lelyveld, né le 5 avril 1937 à Cincinnati (Ohio) et mort le 5 janvier 2024 à New York (État de New York), est un journaliste américain, rédacteur en chef du New York Times de 1994 à 2001. 
Il reçoit le prix Pulitzer de l'essai en 1986 pour Move Your Shadow: South Africa, Black and White.

## Distinctions
- Prix George-Polk (1983)
- Bourse Guggenheim (1983)
- Prix Pulitzer de l'essai (1986)
- Bourse Fulbright